# Wiener Riesenrad
Wiedeński Diabelski Młyn (niem. Wiener Riesenrad) - znajdująca się niedaleko wejścia do wiedeńskiego parku Prater dużych rozmiarów karuzela w formie diabelskiego młyna. Jest to jedno z najstarszych urządzeń tego rodzaju. Zostało wzniesione w roku 1897 dla uczczenia złotego jubileuszu cesarza Franciszka Józefa. Konstruktorem był angielski inżynier Walter Bassett, co wyjaśnia fakt, dlaczego średnica koła karuzeli jest równa okrągłej liczbie jednostek imperialnych i wynosi 200 stóp (około 61 metrów).
Wiedeński Diabelski Młyn chociaż obecnie jest jedną z największych atrakcji turystycznych znajdującego się w parku Prater wesołego miasteczka, nie jest jedynym diabelskim młynem w Wiedniu. Druga tego typu karuzela znajduje się w parku Bohemian Prater.
Początkowo na kole umieszczonych było 30 gondoli, jednak w czasie drugiej wojny światowej karuzela została poważnie uszkodzona, a po naprawie liczba gondoli zmniejszona została do 15.